# Cosimo Matassa
Cosimo Vincent Matassa (New Orleans, 13 april 1926 - 11 september 2014) was een Amerikaanse opnametechnicus en studio-eigenaar, verantwoordelijk voor veel R&B- en vroege rock-'n-roll-opnamen in New Orleans.

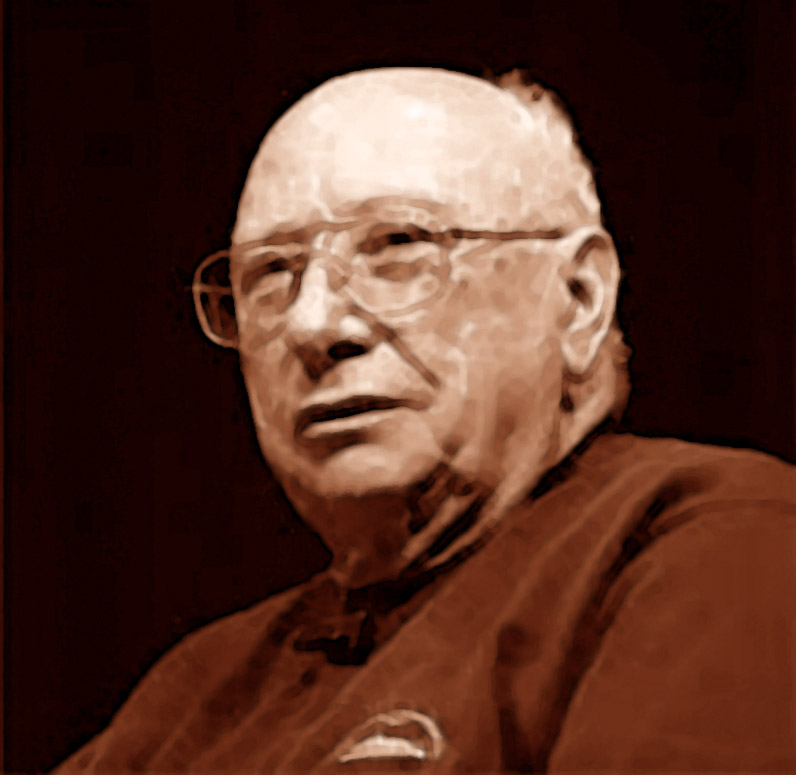
Cosimo Matassa

## Loopbaan
Matassa, zoon van een Italiaanse emigrant, begon in de kruidenierszaak van zijn vader met de verkoop van grammofoonplaten, radio's en versterkers. Halverwege de jaren 1940 begon hij met het produceren van lokale spraakopnamen en persoonlijke berichten op schijf. Achterin de winkel van zijn vader startte hij in 1947 de J&M studio. De studio werd uitgerust met twee Presto 8N-recorders, die gelijktijdig twee ruwe masters sneden, waarvan er één als back-up diende. Dit proces betekende dat alle opnames in een keer op schijf moesten staan. In 1950 de studio de beschikking kreeg over Ampex 300 recorder en een portable mixer, zodat ook elders opgenomen kon worden.
De eerste opnames waren voor het  DeLuxe label van de broers David and Jules Braun. Een eerste succes, dat in de studio opgenomen werd was in 1947 de 78 toerenplaat "Since I Fell For You" van Annie Laurie met Paul Gayten en zijn trio.
Matassa zocht Dave Bartholomew & His Sextette aan als huisband voor zijn studio. Bartholomew was al producer en A&R-medewerker voor het label Imperial Records. Voor Imperial nam hij op 10 december 1949 Fats Domino's eerste hit op:"The Fat Man". In 1950 was hij verantwoordelijk voor de opname van de r&b hit "Stack-A-Lee" door John Leon Gross, onder diens artiestennaam 'Archibald'. De J&M studio werd verantwoordelijk voor het ontwikkelen van wat bekend werd als het New Orleans-geluid, met sterke drums, zware gitaar en bas, zware piano, lichte blazers en een sterke vocale lead.
Een ander platenlabel, dat bij Matassa kwam opnemen was Specialty Records, een label gesticht door Art Rupe. Na het horen van een demo-tape van Little Richard boekte hij in september 1955 een opnamesessie voor Richard in de studio. Producer was Robert "Bumps" Blackwell, en Fats Domino speelde op piano. De band bestond verder uit Lee Allen (saxofonist) and Alvin "Red" Tyler op saxofoons, Huey Smith op piano, Frank Fields op bas, Justin Adams op gitaar en Earl Palmer op drums.
In 1956 verhuisde de studio naar een groter pand in het oude French Quarter. De naam van de studio veranderde in Cosimo Recording Studios, iedereen kende Matassa onder zijn voornaam Cosimo. Een van de eerste opnames in de nieuwe studio, was "When My Dreamboat Comes Home" van Fats Domino. Een andere was van Matassa's eigen ontdekking Shirley & Lee met "Let the Good Times Roll".
Andere opnames voor Specialty waren Guitar Slim met "The Things That I Used to Do" (met Ray Charles op piano) en Sam Cooke die als Dale Cook er in 1957 zijn eerste seculiere hit opnam: "I'll Come Running Back to You".
Naast rhythm and blues nam Matassa ook andere genres van New Orleans-artiesten op, zoals cajunmuziek, hillbilly, gospel en New Orleans Jazz van Papa Celestin en Danny Barker. Van buiten New Orleans werd onder anderen opgenomen door Ray Charles en Big Joe Turner.
Een van de producers en A&R man van Specialty was Johnny Vincent, die in 1954 in Jackson zijn eigen label Ace Records begon. Bijna alle Ace-opnames werden gemaakt in de studio van Matassa tot de jaren 1970, toen Vincent soms gebruik maakte van de Malaco Studios in Jackson. In samenwerking met Ace richtte Matassa zijn eigen label Rex op. Op Rex verscheen de eerste single van Mac Rebennack, voordat hij onder de naam Dr. John ging werken.
In 1962 startte Cosimo Matassa met het White Cliff label. Het label was vernoemd naar het in de Tweede Wereldoorlog bekend geworden Vera Lynn nummer "(There'll Be Bluebirds Over) The White Cliffs of Dover".
In 1964 bracht hij een R&B-single uit met Bill Sinigal en de Skyliners genaamd "Second Line, Parts 1 & 2", met ritmes van een traditioneel Second Line brassbandnummer "Joe Avery's Blues". Het plan was om tezamen met een distributiebedrijf en een platenperserij gecombineerd diensten te leveren voor kleine labels, zoals voor Par Lo Records  en Nola Records. 
Robert Parker (zanger) had een hit met "Barefootin'" en Aaron Neville had met "Tell It Like It Is" een nr 1 hit in de R&B hitlijsten, en bereikte nr 2 in de popcharts. Par Lo lukte het niet om een opvolger voor "Tell It Like It Is" te produceren en ging failliet.
In 1967 opende Cosimo Matassa zijn derde studio onder de naam Jazz City. Zijn investeringen bleken uiteindelijk te groot en Cosimo moest verkopen om een bankroet te voorkomen. Het betekende het einde van zijn imperium.
Matassa bleef actief en verrichtte engineer-werk voor de Sea Saint Studio van Allen Toussaint.

## Erkenning
De oude J&M studio, die tot 1956 in gebruik was, is een Official Rock ‘N’ Roll Landmark,alleen nog herkenbaar via een tegel aan een pand, waar later een wasserette gevestigd werd. In 2012 werd Matassa opgenomen in de Rock and Roll Hall of Fame.

## Persoonlijk
Matassa stond bekend als een humoristies en vrijgevig man. In de jaren 2010 ging zijn gezondheid achteruit. Hij overleed in september 2014 op 88-jarige leeftijd.